# Hexatoma (Eriocera) nigroantica
Hexatoma (Eriocera) nigroantica is een tweevleugelige uit de familie steltmuggen (Limoniidae). De soort komt voor in het Oriëntaals gebied.